# Jurij Melwil
Jurij Konstantinowicz Melwil (ros. Юрий Константинович Мельвиль; ur. 27 kwietnia 1912, zm. 4 czerwca 1993) – radziecki historyk filozofii, doktor nauk filozoficznych, profesor.

## Życiorys
Pochodził z rodu szlacheckiego w Kurlandii W 1936 roku ukończył studia w Leningradzkim Instytucie Politechnicznym. W 1945 roku został przyjęty do aspirantury Moskiewskiego Uniwersytetu Państwowego, gdzie pod kierunkiem Walentina Asmusa napisał pracę kandydacką na temat pragmatyzmu F. C. S. Schillera. W 1964 roku uzyskał stopień doktora nauk filozoficznych na podstawie pracy pt. Charles Sanders Peirce a pragmatyzm. W latach 1968–1985 kierował Katedrą Historii Filozofii Zagranicznej na Moskiewskim Uniwersytecie Państwowym.

## Wybrane publikacje
Publikacje książkowe
- Американский прагматизм [Текст] : Лекции, прочит. на философ. фак. Моск. гос. ун-та / Под ред. доц. И. С. Нарского. - Москва : Изд-во Моск. ун-та, 1957. - 123 с.
- Чарльз Пирс и прагматизм. М., 1968.
- Пути буржуазной философии ХХ века. М., 1983.

Artykuły
- Мельвиль, Ю. К. Прагматизм — философия империалистической реакции  // «Woprosy fiłosofii». — 1950. — № 2. — С. 306-330.

Podręczniki
- Современная буржуазная философия. — М.: Издательство Московского университета, 1972.

Przekłady na polski
- Jurij Melwil: Pragmatyzm. W: Krótki zarys historii filozofii. Pod redakcją M.T. Jowczuka, T.I. Ojzermana, I.J. Szczipanowa. Przeł. Marian Drużkowski i in. Wyd. II, poprawione i uzupełnione. Warszawa: Książka i Wiedza, listopad 1969, s. 718–726. (pol.).